# Trackpoint
Ne doit pas être confondu avec Trackpad ou Trackball.

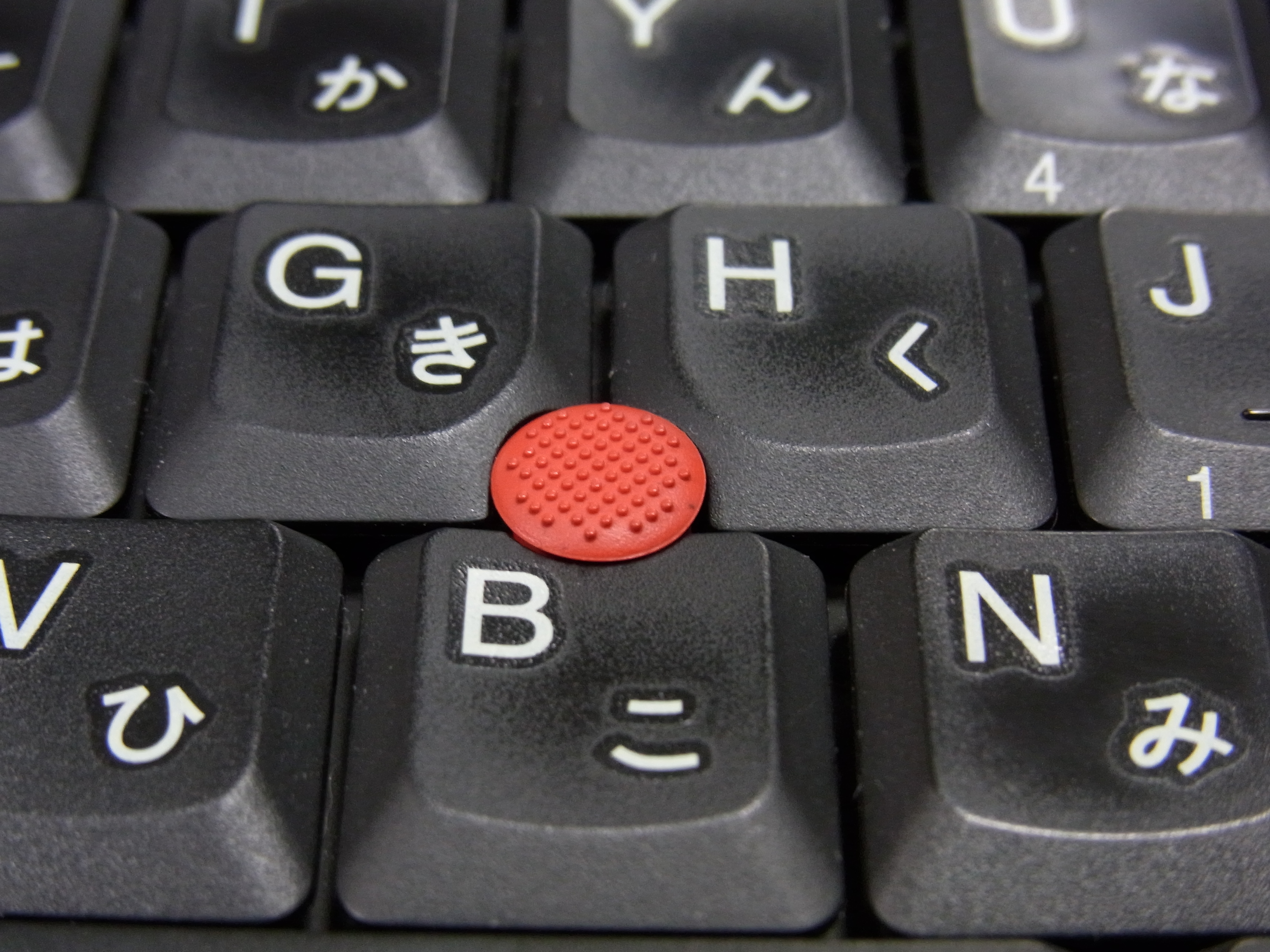
Un trackpoint sur le clavier d'un IBM ThinkPad X60.

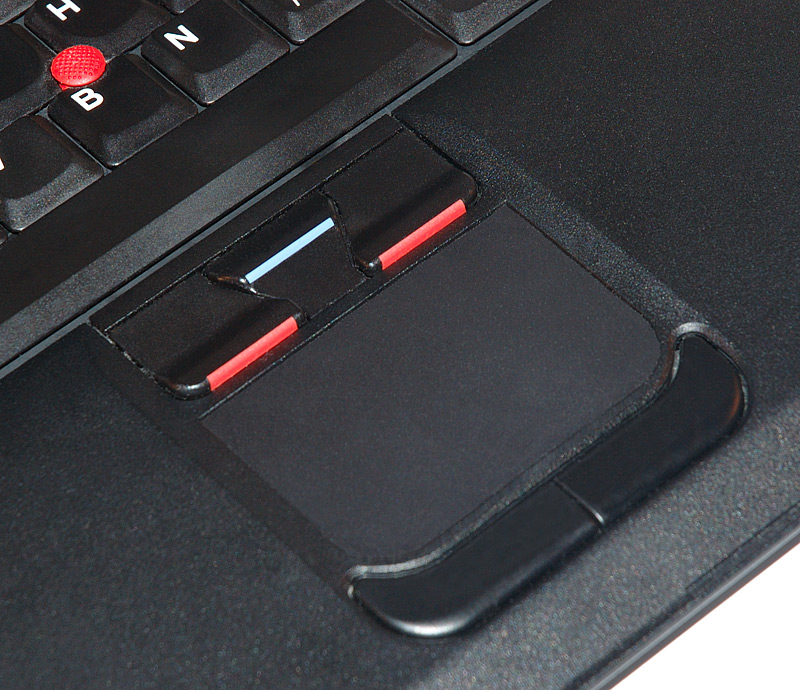
Un IBM ThinkPad R51, équipé à la fois d'un trackpoint (en haut à gauche) et d'un touchpad.

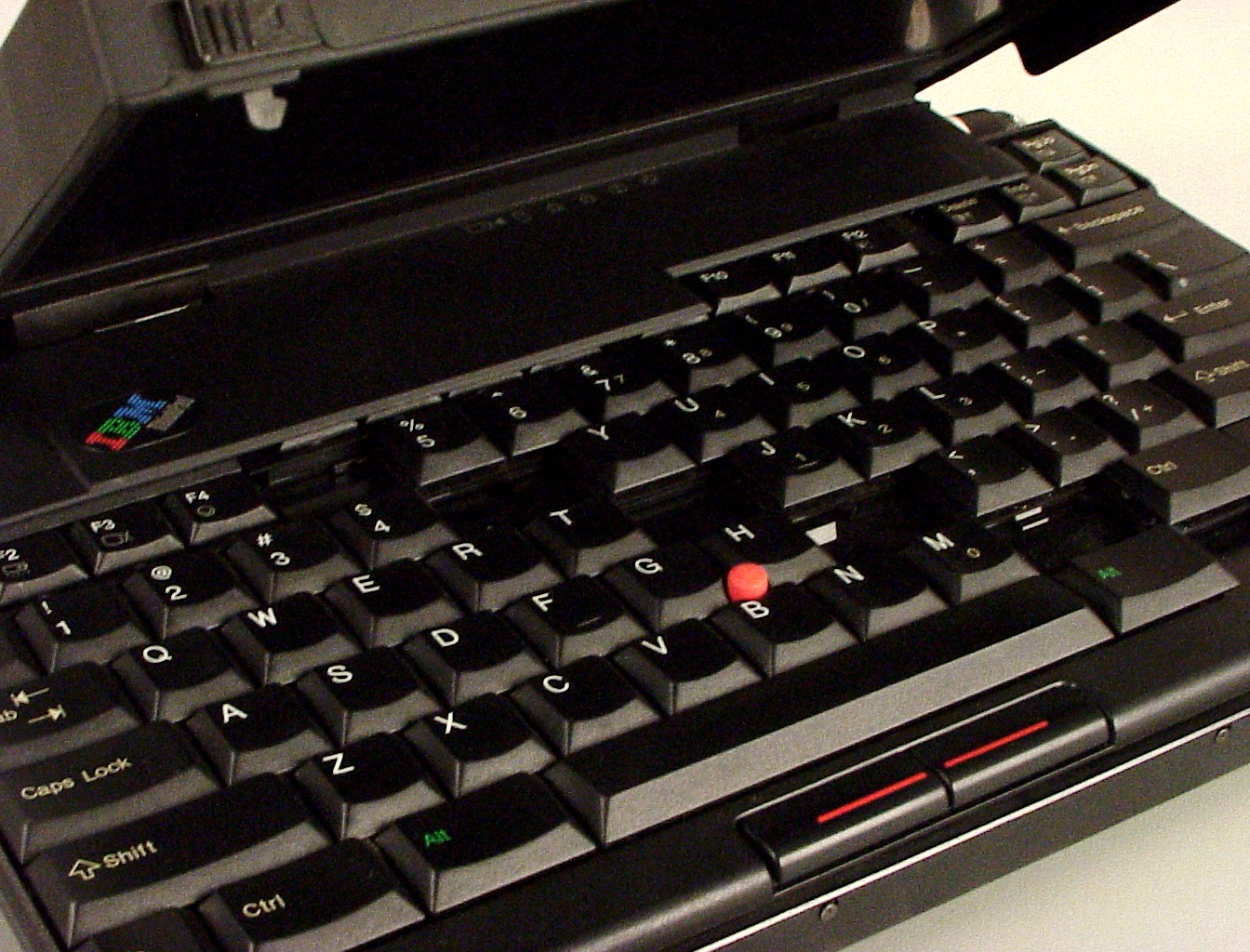
Vue d'ensemble d'un clavier comportant un trackpoint, sur un ThinkPad 701.

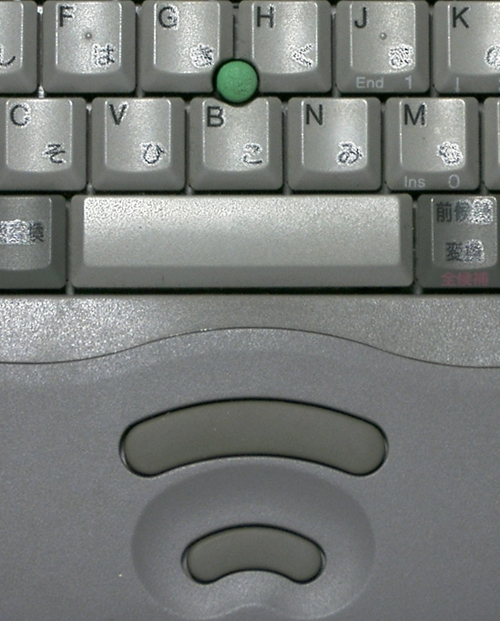
Un trackpoint de couleur verte sur un Toshiba Dynabook.

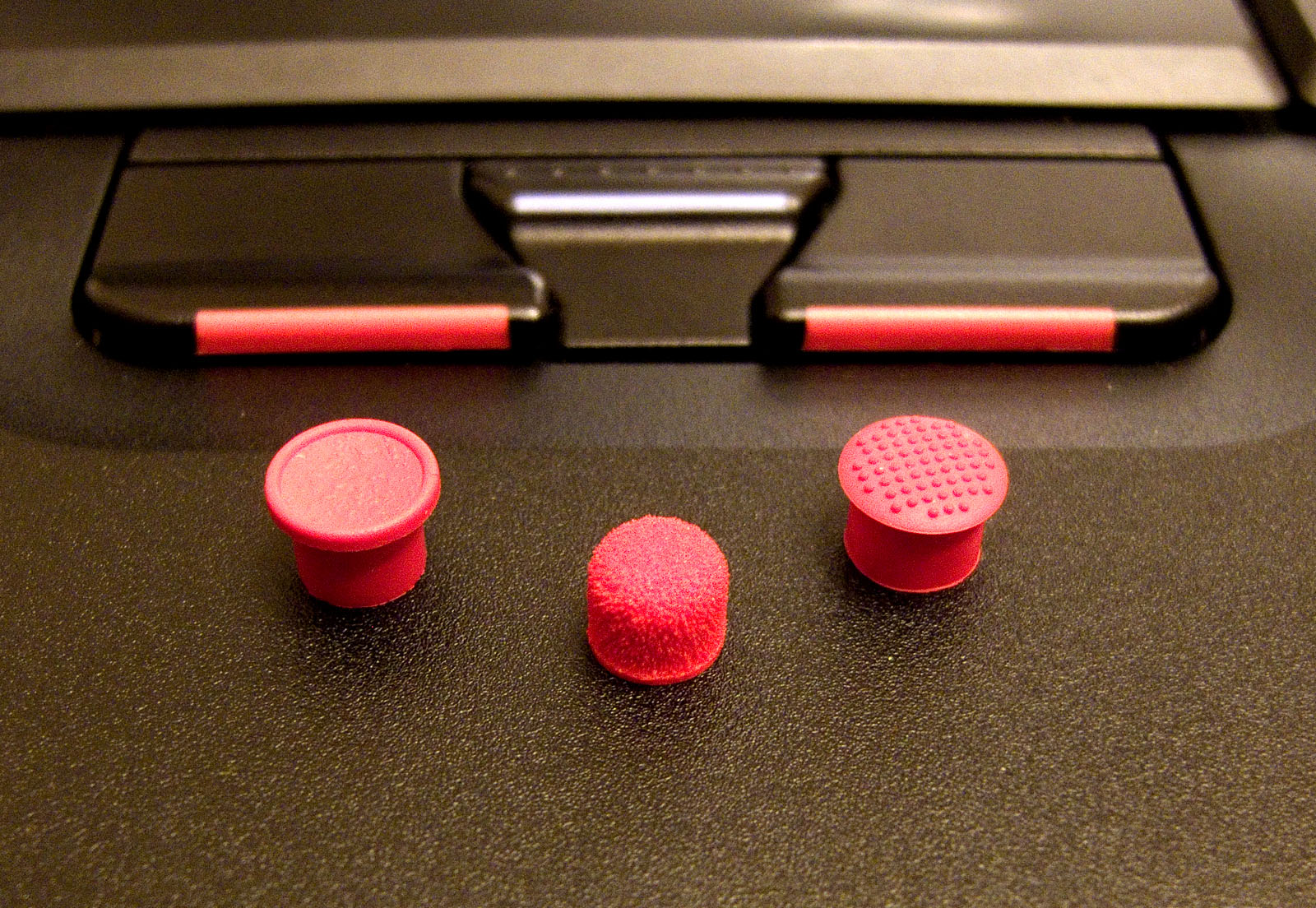
Trois types de capuchons pour trackpoint de ThinkPad.

Le trackpoint, anglicisme parfois traduit en ergot, pivot, bouton de pointage, souris tactile, touche directionnelle ou combiné boule-souris, est un type de dispositif de pointage que de nombreux fabricants ont intégré au milieu du clavier de leurs ordinateurs portables, et qui consiste en un joystick miniature, sensible à la pression et à l'inclinaison que l'utilisateur lui fait subir avec son doigt, pour piloter le pointeur à l'écran.
Il a été développé et commercialisé pour la première fois par IBM, et il tire son nom de la marque que l'entreprise lui a donnée, TrackPoint, utilisée depuis de manière générique.

## Fonctionnement et description
Le trackpoint se présente sous la forme d'un petit capuchon en caoutchouc, de texture rugueuse, dont la couleur tranche souvent avec le reste du clavier (initialement le rouge chez IBM, et parfois d'autres couleurs chez ses concurrents).
Concrètement, l'utilisateur incline le trackpoint dans la direction selon laquelle il souhaite déplacer le pointeur : il le ramène vers lui pour faire descendre le pointeur, le pousse vers l'écran pour le faire remonter, etc. La vitesse de déplacement du curseur est d'autant plus élevée que la pression sur le trackpoint est forte. Il fonctionne grâce à une technologie de jauge de déformation.
Pour cliquer, à l'instar d'une souris, il est accompagné de deux voire trois boutons, placés sous la barre d'espace. Cependant, selon les modèles, cette action peut aussi être réalisée sans utiliser ces boutons, en appuyant sur le trackpoint.
Pour s'adapter aux préférences des différents utilisateurs, il est souvent accompagné d'un autre dispositif de pointage, le pavé tactile (touchpad), généralement placé sous les boutons du trackpoint. Chez IBM, l'ensemble trackpoint et touchpad est commercialisé sous la marque UltraNav.

## Histoire
L'idée date de 1987 et est le fruit de la réflexion de Ted Selker (en) pour IBM, qui l'a fait développer en collaboration entre ses équipes de recherche du centre d'Almaden, près de San José en Californie, et du centre Thomas J. Watson de Yorktown, en Virginie. Le trackpoint a été lancé en 1992 sur la ligne d'ordinateurs portables ThinkPad (aujourd'hui commercialisée par Lenovo).
Le choix du nom est assez fortuit. En effet, baptisé à l'origine Pointing Stick, l'équipe de marketing l'avait ensuite rebaptisé EasyPoint, mais à la dernière minute avant le lancement du ThinkPad le 22 octobre 1992, quelqu'un s'est aperçu que le nom était déjà utilisé pour un autre produit. À la recherche d'un nouveau nom, on s'est rappelé qu'IBM possédait les droits sur le nom TrackPoint, utilisé en 1991 pour un trackball.
Le trackpoint a ensuite été repris par d'autres constructeurs d'ordinateurs portables sous des noms ou des marques commerciales différents : PointStick chez HP (aujourd'hui fusionné avec Compaq), Stick Pointer chez Sony, StickPoint et QuickPoint chez Fujitsu, Track Stick chez Dell (notamment les gammes Latitude et Precision), AccuPoint chez Toshiba, FineTrack chez Acer.
On le trouve également sur quelques ordinateurs de bureau.
En 2019, on ne le trouve majoritairement plus que sur les ThinkPad de Lenovo, à tel point qu'il est devenu un signe distinctif de la marque.
On le trouve par ailleurs encore également sur certains modèles de chez HP tels que les EliteBook.

## Dactylographie
Le trackpoint est l'un des seuls dispositifs de pointage à permettre de piloter le pointeur sans quitter le clavier des mains, et en particulier sans retirer les doigts de la rangée du milieu, qui sert de repère aux dactylographes. En effet, le trackpoint est généralement placé entre les touches G, H et B, c'est-à-dire à mi-chemin entre les touches F et J, qui sont les positions de départ de chacun des deux index. Il est ainsi prévu pour être utilisé avec l'index, tandis que les boutons servant à cliquer sont actionnés par le pouce.

## Ergonomie comparée
Selon une étude parue en 1997 dans une revue d'ergonomie, l'utilisation du trackpoint permet, par rapport à la souris, de diminuer la tension dans les muscles des épaules, mais augmente la charge musculaire dans la main et l'avant-bras.
Une autre étude de 2007 a montré que les utilisateurs étaient moins rapides avec un trackpoint qu'avec un touchpad ; en revanche, la diminution de performance observée avec le vieillissement (l'étude mettait en jeu deux groupes d'âge : des jeunes adultes et des adultes d'âge moyen) était moins marquée avec le trackpoint qu'avec le touchpad.

## Améliorations
IBM a amélioré l'utilisabilité du dispositif avec un système dit d'inertie négative, qui compense l'inertie habituellement engendrée par le trackpoint, en exagérant ses réponses aux sollicitations de l'utilisateur.
Une version intégrant un retour de force, qui stimule le doigt de l'utilisateur lorsque le pointeur survole certaines zones de l'écran, a également été imaginée.
Ont également été imaginés une souris utilisant un trackpoint en lieu et place de la molette, ou encore un clavier comportant deux exemplaires de trackpoint, pour chaque main.

## Dans la culture populaire
La forme et la taille du trackpoint sont parfois comparées à celles d'un téton,, ou d'un clitoris, la gomme d'un crayon de papier,, ce qui donne lieu à divers surnoms dans le langage familier.

## Autres utilisations du dispositif de pointage
Le système pourrait aussi servir de capteur bon marché en plaçant un dispositif (dit « baguette magique », ou « wand » en anglais) perpendiculairement au trackpoint, ce qui permettrait de mesurer des phénomènes tels que la masse (balance), la vitesse du vent (anémomètre), les ondes sismiques (sismographe), ou encore l'accélération en étant embarqué dans un véhicule en mouvement (accéléromètre).
Il a aussi servi de contrôleur de vibrato sur des instruments de musique électroniques utilisant le protocole MIDI pour se connecter à un ordinateur.
Il a également été expérimenté en version bimanuelle pour constituer une interface de navigation dans un univers en trois dimensions,.